# Gerhard Fritz (Politiker)

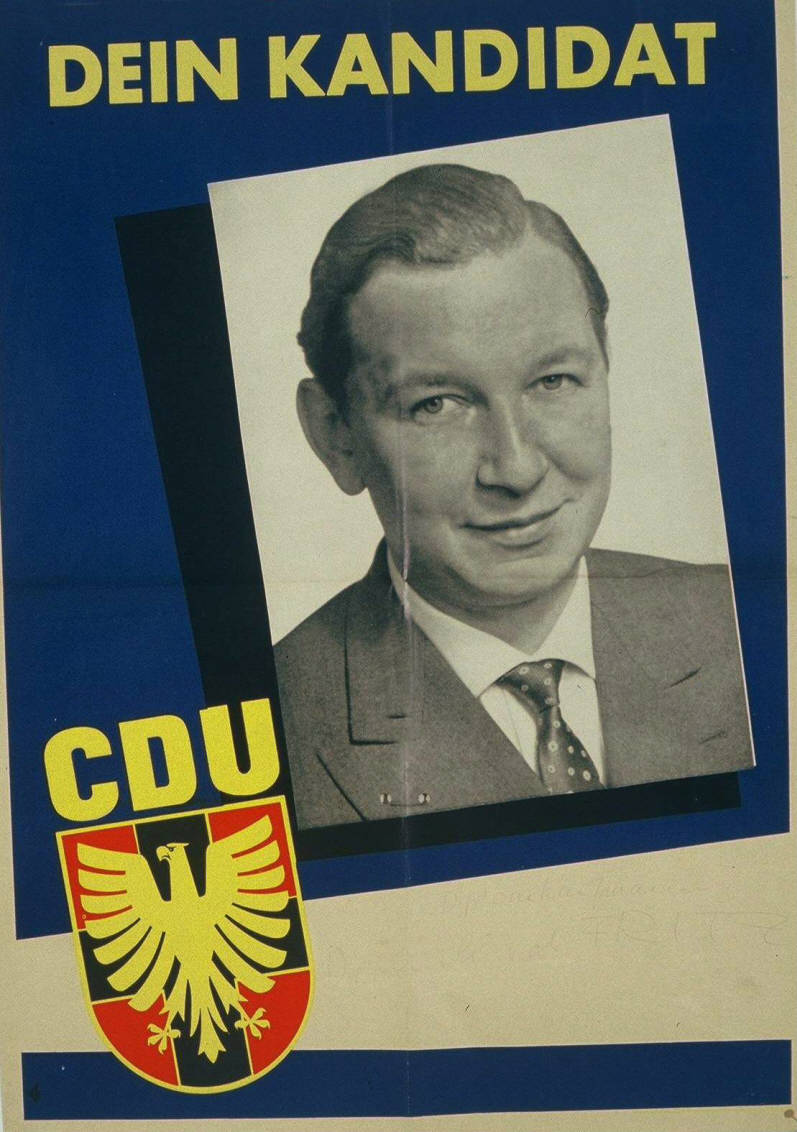
Wahlplakat 1957

Gerhard Fritz (* 7. Juli 1921 in Welmlingen bei Lörrach; † 19. September 1984 in Sankt Augustin) war ein deutscher Politiker der CDU.

## Leben und Beruf
Nach dem Abitur wurde Fritz, der evangelischen Glaubens war, zum Kriegsdienst eingezogen. Zuletzt war er Leutnant und Kompanieführer. Ab 1946 studierte er Wirtschaftswissenschaften, er schloss das Studium 1949 als Diplom-Kaufmann ab. Anschließend wurde er Assistent am volkswirtschaftlichen Institut der Wirtschaftshochschule Mannheim, wo er 1951 zum Dr. rer. pol. promoviert wurde. Ab 1952 arbeitete er für die Industrie- und Handelskammer der Pfalz in Ludwigshafen am Rhein, deren stellvertretender Geschäftsführer er 1957 wurde. Ab 1964 war er Kurator der Deutschen Stiftung für Entwicklungsländer. Fritz war verheiratet und hat zwei Kinder. Von 1981 bis zu seinem Tod 1984 war er Geschäftsführer des Senior Expert Service (SES), der 1983 unter Obhut des Deutschen Industrie- und Handelskammertages (DIHK) und mit finanzieller Unterstützung des Bundesministeriums für wirtschaftliche Zusammenarbeit und Entwicklung (BMZ) gegründet wurde.

## Partei
Am 30. Juli 1943 beantragte er die Aufnahme in die NSDAP und wurde zum 1. Juli 1944 aufgenommen (Mitgliedsnummer 10.075.078). Fritz schloss sich schon kurz nach dem Krieg der CDU und der Jungen Union an und beteiligte sich am Aufbau des Evangelischen Arbeitskreises der CDU. Fritz gehörte von 1957 bis zum 5. Januar 1965 dem Deutschen Bundestag an. Von 1961 bis 23. April 1964 war er stellvertretender Vorsitzender des Bundestagsausschusses für Entwicklungshilfe.